# Michèle Laframboise
Michèle Laframboise, née le 14 juillet 1960 à Londres, est une écrivaine et bédéiste canadienne francophone de science-fiction.

## Biographie
Née le 14 juillet 1960, Michèle Laframboise est diplômée en géographie (Université de Montréal) et en environnement (École Polytechnique de Montréal). En 1989, elle manque de peu de se trouver sur les lieux au moment de la tuerie de l'École polytechnique. Si elle a commencé à écrire et dessiner durant ses études en génie civil à l'École polytechnique, signant une première nouvelle et une première histoire en bandes dessinées, sa carrière prend véritablement son envol au milieu des années quatre-vingt-dix.
En 2001, son premier roman pour jeunes, Les Nuages de Phœnix, obtient le Prix Cécile-Gagnon du meilleur premier roman pour la jeunesse au Canada francophone. Puis, en 2005, l'écrivaine fait un doublé au cours de la même année en remportant deux Prix Aurora pour Les Mémoires de l'Arc (troisième tome de la série Les Voyages du Jules-Verne publiée chez Médiaspaul) dans la catégorie "meilleur roman en français" et pour Ceux qui ne comptent pas (Solaris 149) dans la catégorie "meilleure nouvelle en français". En 2009, un autre prix Aurora est décerné à son roman Les Vents de Tammerlan, œuvre qui fut aussi finaliste aux prix du Gouverneur général. Ses nouvelles remportent le Prix Solaris en 2006 et en 2010, .
En plus d'être en séance de dédicaces pour la parution de sa récente bande dessinée Maîtresse des vents lors de la trentième édition du Salon du livre de Toronto sur le campus de l'Université de l'Ontario français, l'écrivaine siège sur le conseil d'administration.
Michèle Laframboise vit actuellement en Ontario, dans la banlieue de Toronto. Tout en continuant à pratiquer de front l'écriture et la bande dessinée, elle anime des ateliers littéraires pour encourager les jeunes à lire. Elle puise dans sa formation scientifique pour créer des intrigues empreintes d'humour, de poésie et d'humanisme.

## Œuvres

### Romans
- Les nuages de Phoenix (2001) roman, Médiaspaul, Montréal, 184 p.
- Les voyages du Jules-Verne (2002-2005), séries de quatre romans, Médiaspaul, Montréal.
- La Quête de Chaaas (2007-2012), série de 5 romans jeunesse, Médiaspaul, Montréal.
- Mica, fille de Transyl (2012) roman jeunesse, Vents d’Ouest, Gatineau, 292 p.
- Le projet Ithuriel (2012) roman jeunesse, David, Ottawa, 335 p.
- La reine Margot (2014) Vents d’Ouest, Gatineau, 310 p.
- L’Écologie d’Odi (2015) roman, Porte-Bonheur (série des Clowns-vengeurs), Montréal, 288 p. (Republié en 2019 par ADA, collection Corbeau, sous le même titre)
- Le Gant (2016) roman jeunesse, Vents d’Ouest, Gatineau, 180 p.
- La ruche (2017) roman adulte, Six Brumes, Sherbrooke, 124 p.
- Le secret de Paloma (2021), roman jeunesse, David, Ottawa, 330 p.
- Rose du désert (2023) roman jeunesse, David, Ottawa, 352 p.

### Nouvelles
- Histoire de chasse (1987) Ciel Variable, vol.1, no 2, ed. Vox Populi
- Journal d’une chercheuse d’emploi (1996) Saisons littéraires, 7, solstice d’été, Guérin
- Accident de parcours (1996), Saisons littéraires, 7, solstice d’été, Guérin
- La Faute (1997), Saisons littéraires, 9, solstice d’hiver, Guérin
- Les âmes gelées (2000) collectif Transes Lucides, Ashem fictions
- Célébration (2001) Marmite & Micro-onde n°2
- Les femmes viennent de Mars et les hommes, de Vénus (2002), Solaris 140
- Ceux qui ne comptent pas (2004) Solaris 149
- Les fées de la source (2005) Solaris 154
- Petite musique de nuit (2005) Brins d’éternité 5
- Pollen (2005) Horrifique # 43 – Femmes de l’Etrange n°7
- Le Vol de l’abeille (2006) Solaris 159 – Prix Solaris 2006
- Women are from Mars, Men are from Venus (2006), Tesseract 10, Edge publishing
- Les Lucioles d’Alliante (2007), revue QUAD9 5B, CFORP
- Le Potager d’Ysandre (2007), revue QUAD9 5A, CFORP
- Les Rebelles de Darmac (2008), revue QUAD9 6B, CFORP
- La Révolte des gilets malins (2008) revue QUAD9 6A, CFORP
- Ballade sur Pallide (2008), revue Virages 44
- Billet de faveur (2009) Galaxies (nouvelle série) 41
- Soleil d’été (2009) Mon Mag à Moi no 4, CFORP
- Châteaux de neige (2010), Virages 53
- Monarque des glaces (2010) Solaris 175 republié en 2012 par Galaxies 18 (Spécial Réchauffement)
- Le tapis d’Halimi (2012) Brins d’éternité 31
- Tiroir à souvenirs (2011), Virages 56
- Alouette-64 (2013) QUAD9 V.9, 1, CFORP
- Quand le dernier écrivain est mort (2014) Solaris 92
- La soupe aux histoires (2015) Virages 69, en collaboration avec Thérèse Laframboise
- Penser à l’intérieur de la boîte (2015) Géante Rouge 23
- Timée-la-Seconde (2016) QUAD9 Vol 11 no 3
- Sous réserve (2016) Brins d'Éternité 43
- La Cousine Entropie (2016) Galaxies (nouvelle série) 40
- Closing the Big Bang (2017) Fiction River 21
- Slime & Crime (2017) Fiction River 22
- Thinking Inside the Box (2017) Compelling Science fiction, 7
- Petzis (2017) Solaris 203
- Triumvirat (2017) dans Galaxies 49
- Domus Justice (2018) Fiction River 27
- Sondage de satisfaction (2018) Brins d'Éternité 50
- Ice Monarch (2018)[7]
- Un vœu sur l'araignée (2018) Solaris 207
- Pleureuse (2019) Opuscule (nouvelle en ligne)
- Pitch de vente aux Archétypes (2019) Galaxies 60
- Tinkerbelles (2019) Galaxies 61
- Ganymede’s Lamps (2020) Luna Station Quarterly[8] 42
- Cousin Entropy (2020) Future SF Digest [9] 7
- La récalcitrante du Cachalot (2020) anthologie pulp Aventures Sidérantes[10]
- Dernières vacances de la femme-termite (2020) Solaris 215
- Fermer le Big Bang (2021) Solaris 218
- Comment éteindre le Soleil (2021) Galaxies 72
- Shooting at Warner’s Bay (2021) Asimov’s Vol. 45, 9-10
- October’s Feast (2022) Asimov’s Vol. 46, 1-2
- Moby Dick’s Doors (2022) Anthologie Space Opera Digest 2022: Have Ship, Will Travel, SRP
- Essential Maintenance (2022) Neo-Opsis 33
- Sales Pitch (2022) On Spec 119
- Renter’s Report (2022) in Polar Borealis 21
- Rare Earths Pineapple (2022) Analog July-August issue
- Screaming Fire (2022) Asimov’s Vol. 46, #7-8
- I’ll Be Moon for Christmas, Asimov’s Vol. 46, #11-12
- Le coucou de Gutenberg (2022)  Géante Rouge 30
- A Mirror of my Own (2023) Polar Borealis 25
- Lecture complice (2023) Solaris 216
- Kuiper Pancake (2023)  Analog, May-June issue
- Tears Down the Wall (2023) Asimov’s, Vol. 47, Sept.-Oct. issue
- Living on the Trap (2023) Analog, Nov-Dec. 2023
- Les lampes de Ganymède (2024) Solaris 229
- Prompt rétablissement au 88e (2024) XYZ 158

### Bandes dessinées (albums)
- Les aventures écologiques du CREM, (1987) Montréal, Autoédition
- Technologie salvatrice! (1991), Montréal, Éditions du Phylactère
- Technologie salvatrice II : Les Polytechniciennes (1996) Montréal, Zone Convective
- Pianissimo! (1997) Montréal, 400 Coups
- Duk-Prah, chasseur d'emplois, (1997) Montréal, Zone Convective
- Séances de signatures (1996), Montréal, Éditions Fichtre
- Ruego, (2006) Montréal, Autoédition (réédité en 2024 par Échofictions)
- Le jardin du général (2009) Montréal, Éditions Fichtre (réédité en 2024 par Échofictions)
- La plume japonaise, (2010) Ottawa, Éditions Vermillon
- The General's Garden (2013), Mississauga, Sunday Artist Studio (réédité en 2024 par Échofictions)
- Otaku Ladies: Labyrinthe, (2014) Mississauga, Sunday Artist Studio, (traduction de l'édition anglaise publiée en 2013)
- Maîtresse des vents, (2022) Mississauga, Échofictions
- Mistress of the Winds (2022) Mississauga, Échofictions (édition de luxe sortie en 2023, Échofictions)

## Prix littéraires
- 2001: Prix Cécile-Gagnon pour le roman Les Nuages de Phœnix
- 2005: Prix Aurora du meilleur roman ou recueil en français pour Les Mémoires de l'Arc
- 2005: Prix Aurora de la meilleure nouvelle en français pour Ceux qui ne comptent pas
- 2006: Prix Solaris pour Le Vol de l’abeille
- 2009: Prix Aurora du meilleur roman ou recueil en français pour Les Vents de Tammerlan
- 2010: Prix Solaris pour Monarque des glaces
- 2023: Prix Trillium du livre d’enfant  pour Le secret de Paloma